# 桐野九郎左衛門尉
桐野 九郎左衛門尉（きりの くろうざえもんのじょう、生没年不詳）は、江戸時代初期の島津氏家臣、薩摩藩士。

## 人物
初め清敷衆中でのちに鹿児島城下に移住。通称は九郎左衛門尉。諱不詳。妻は中村氏。幕末から明治時代の志士桐野利秋の先祖という。

## 平田増宗暗殺
1610年（慶長15年）に清敷郷地頭で琉球王国遠征の副将でもある平田増宗が謀叛を企んでいると聞いた藩主島津忠恒は、歴戦の武将である押川強兵衛に増宗暗殺を命じた。増宗は、かつて先代藩主・島津義久の外孫に当たる島津忠仍を後継に推したことがあった。忠恒の後継が決まると、忠仍擁立には無関係と釈明したものの、忠恒との間に遺恨は残った。そのため、忠恒は増宗を始末する機会を狙っていたのである。
その道案内として入来行司で山の案内に詳しい九郎左衛門尉が着けられた。6月19日に押川強兵衛が土瀬戸越（現在の入来峠付近）で平田増宗を射殺する。忠恒は7月7日付の父・島津義弘への手紙で「為何者之仕哉（何者の仕業か）」と事件に無関係を装っていたが、のちに桐野は銀子を拝領され、鹿児島城下の御里内へ召し移され、切米10石が下賜された。なお、忠恒の増宗一族粛清はその後も続き、1634年には琉球に逃れた最後の一人が処刑されている。
増宗暗殺後、九郎左衛門尉の子・源之丞は母方の姓を称して中村氏を名乗り、のちに中村与兵衛と称すという。「本藩人物誌」の作成されたときの子孫は中村与右衛門という。また、「樋脇村史前編」では九郎左衛門尉は始めは永野にいて清敷に移り、1614年に10石の采地を賜って、次男の源之亟と鹿児島城下に移り、後に清敷に戻るという。長男は宮内左衛門といい、その子孫は樋脇郷に居住して桐野姓を称し、次男の源之亟は鹿児島城下に住んで母方の中村氏を称したとしている。宮内左衛門家と桐野利秋家という略系図が「さつまの姓氏」に紹介されている。

## 逸話
- 「樋脇村史前編」で掲載された桐野宮内左衛門家の家伝では平田増宗の暗殺に当初から関わっていたといい、実際に暗殺する3年前の段階ですでに増宗暗殺を命じられていたが、実行出来ずにいたため押川強兵衛を暗殺実行者に加えたという。
- 平田増宗暗殺当時、雨が降っていたので桐野は苗字入りの傘を持参していたが、暗殺時に雨が上がったので傘を現場に置き忘れ、これが平田側に見つかって、暗殺に関与したことが発覚したという。桐野は家に逃げ帰り、家まで来た追手を妻が追い返すと、桐野は肥後国人吉に逃亡し、その後、鹿児島へ帰るという。このため桐野利秋の家では傘に苗字を書かない家訓があったという。

## 系譜
- 父：不詳
- 母：不詳
- 妻：中村氏
  - 次男：中村源之丞
- 生母不明
  - 長男：桐野宮内左衛門